# Вірмени у Франції
Вірмени у Франції (вірм. Ֆրանսահայեր, fransahayer; фр. Arméniens de France) — представники населення Франції вірменського походження. Французька вірменська громада є найбільшою в Європейському Союзі і третьою за величиною у світі .
Хоча перші вірмени оселились у Франції за доби середньовіччя, як і більшість вірменської діаспори, вірменська громада у Франції була створена вірменами, які вижили під час Геноциду 1915—1917 років. Решта дісталася країни у другій половині XX століття, рятуючись від політичних та економічних нестабільностей у країнах Близького Сходу (Туреччина, Ліван, Сирія, Йорданія, Єгипет та Іран), а нещодавно і у Вірменії.

## Історія

### Рання історія
Вірмени мають давню історію поселення у Франції. Перші вірмени з’явились у Франції у ранньому середньовіччі. У 591 р. зафіксовано, що вірменський єпископ Симон зустрівся з Григорієм Турським у місті Тур. Серед інших церков, церква Жерміньї-де-Пре в IX столітті, побудована Одо з Меца (можливо, вірменин), за твердженням істориків архітектури має вірменський вплив. Тридцять шість букв вірменського алфавіту, знайдені на латинському написі в церкві Св. Марти в Тарасконі, показують, що вірмени жили там до 13 століття, коли були додані останні три символи вірменського алфавіту.
Під час хрестових походів контакти між вірменами та французами стали частими. Вірменське царство Кілікія, розташоване на північно-східному узбережжі Середземного моря, набуло стратегічного значення для хрестоносців, що прямували до Палестини. Відомо, що вірменські королі Ошин та Лев IV давали французам особливі торгові привілеї. У XIV столітті гетуміди не змогли зберегти владу в Кілікійській Вірменії, і після вбивства Лева IV у 1341 році його двоюрідний брат Лузіньян став королем Вірменії як Костянтин II. Королі Лузіньян мали французьке походження і правили країною до 1375 р., коли останній король Лев V був захоплений мамелюками та вивезений до Єгипту. Пізніше його було звільнено та перевезено до Франції, де він помер у 1393 році і був похований у базиліці Сен-Дені, місці поховання французьких монархів.
З XV століття вірмени почали мігрувати до Франції в невеликій кількості. Вірменський напис цього періоду зберігся в Буржському соборі . У 1672 р. Вірменин на ім’я Паскаль (Харутьян) відкрив першу кав'ярню в Парижі. У 1672–1686 рр. «Воскан Єреванці» керував видавництвом у Марселі. З лібералізацією економіки кількість вірмен у Франції зросла і досягла 300–400 до 1680 р. Відомо, що Жан Альтен (Ованнес Алтунян), персидсько-вірменський агроном з Нахчивана, вивів марену на півдні Франції в 1750-х роках. Його статую було встановлено в Авіньйоні, що висловлювало йому вдячність міста. Під час своєї кампанії в Єгипті Наполеон був представлений вірменським мамлюком на ім'я Рустам Раза. Він став охоронцем Наполеона і служив йому до 1814 р. 
У XIX столітті багато молодих вірменських чоловіків (серед них поет і політичний активіст Нагапет Русініан та архітектор Ніґогайос Балян) переїхали до Франції для отримання освіти. Papier d'Arménie ("вірменський папір"), популярний дезодоруючий папір, був створений наприкінці 1880-х років Огюстом Понсо. Він відвідав Турецьку Вірменію та з’ясував, що вірмени використовують бензоїнову смолу та рослинний сік для дезінфекції своїх будинків та церков 
Наприкінці 19 — початку 20 століття тисячі вірмен уникли переслідувань на батьківщині своїх предків, яка на той час була частиною Османської імперії. Такі події, як різанина в Гамідіані та різанина в Адані, породили більшу вірменську еміграцію. Напередодні Першої світової війни у Франції проживало близько 4000 вірмен.

## Культура

### Мова та освіта
SIL Ethnologue станом на 2009 рік підрахував, що у Франції вірменською мовою розмовляють близько 70 000 людей. Більшість французьких вірмен говорять західно-вірменською, тоді як меншість (новоприбулі вірменські іммігранти з Вірменії та вірмени з Ірану) говорять східно-вірменською .
Сьогодні в багатьох населених пунктах організовуються вірменські класи з повноцінними двомовними дитячими садочками та початковими школами поблизу Парижа та Марселя, які відвідують кілька тисяч дітей та молоді. 

### Релігія
Більшість вірменського французького населення належать до вірменської апостольської (православної) віри. Меншість вірмен належать до католицької віри і є прихильниками Вірменської католицької церкви. За оцінками, у Франції проживає 5000 вірменських євангелістів
Кожна з трьох вірменських церков має власну організацію у Франції.

## Медіа

### ЗМІ
Перший вірменський журнал у Франції почав виходити в 1855 році. Станом на 1991 рік у Франції виходило близько двохсот вірменських газет та журналів, більше, ніж у будь-якій іншій європейській країні. В даний час єдиною щоденною газетою є «Незалежне видання «Нор Харатч», яке розпочало випуск 27 жовтня 2009 року. Він замінив "Гаратч" ((առաՅ), щоденник, заснований у 1925 році Шавархом Міссакіаном, який припинив публікацію в травні 2009 року.

## Франція та геноцид вірмен
Франція — одна з країн, яка визнала Геноцид вірмен. У кількох містах Франції, зокрема Парижі, Ліоні та Марселі, є пам'ятники, присвячені жертвам геноциду.
Французький сенат у 2011 році прийняв законопроєкт, який передбачає криміналізацію відмови у визнанні геноцидів, що включає як Голокост, так і Геноцид вірмен. Законопроєкт був внесений парламентом у 2012 році. Однак законопроєкт був визнаний неконституційним 28 лютого 2012 року Конституційним судом Франції: "Рада постановляє, що, караючи тих, хто оспорює існування ... злочинів, які самі законодавці визнали або кваліфікували як такі, законодавці здійснили протиконституційний напад на свободу самовираження".
Згідно з опитуванням, проведеним у Франції 1996 року, 69% респондентів знали про Геноцид вірмен, з яких 75% погодились з тим, що французький уряд повинен офіційно визнати його
24 квітня 1965 року 10 000 вірмен вийшли на Єлисейські поля, щоб відзначити п'ятдесяту річницю геноциду

## Зноски
1. ↑  Armenians' long battle for recognition. BBC. 20 січня 2001. Архів оригіналу за 14 квітня 2023. Процитовано 11 листопада 2023. (англ.)
2. ↑  Архівована копія. Архів оригіналу за 15 квітня 2014. Процитовано 22 січня 2021.{{cite web}}:  Обслуговування CS1: Сторінки з текстом «archived copy» як значення параметру title (посилання)
3. ↑  iarchive:immigrationasylu00matt/page/13
4. ↑  iarchive:globaldiasporasi00cohe_674/page/n73
5. ↑  https://books.google.com/books?id=hOgBBx-ljrMC&q=Tours+591+armenian&pg=PT179
6. 1 2 3  http://www.diocesearmenien.fr
7. ↑  Le Muséon. J.B. Istas. 1908. Процитовано 14 жовтня 2023.{{cite book}}:  Обслуговування CS1: Сторінки з параметром url-status, але без параметра archive-url (посилання) (фр.)
8. ↑  https://books.google.com/books?id=GeSAAAAAQBAJ [Архівовано 19 травня 2020 у Wayback Machine.] ISBN 978-0-520-94757-3
9. ↑  http://hpj.asj-oa.am/4489/
10. ↑  Annual Reports of the Department of Agriculture ...: Report of the Secretary of Agriculture. Miscellaneous Reports. U.S. Government Printing Office. 1848. Процитовано 14 жовтня 2023.{{cite book}}:  Обслуговування CS1: Сторінки з параметром url-status, але без параметра archive-url (посилання) (англ.)
11. ↑  iarchive:bradshawsillust01bradgoog/page/n184
12. ↑  An Iranian in Nineteenth Century Europe: The Travel Diaries of Haj Sayyah, 1859-1877. IBEX Publishers. 1999. Процитовано 14 жовтня 2023.{{cite book}}:  Обслуговування CS1: Сторінки з параметром url-status, але без параметра archive-url (посилання) (англ.)
13. ↑  Strathern, Paul (15 вересня 2009). Napoleon in Egypt. Random House Publishing Group. Процитовано 14 жовтня 2023.{{cite book}}:  Обслуговування CS1: Сторінки з параметром url-status, але без параметра archive-url (посилання) (англ.)
14. ↑  McGregor, Andrew (30 травня 2006). A Military History of Modern Egypt: From the Ottoman Conquest to the Ramadan War. ABC-CLIO. Процитовано 14 жовтня 2023.{{cite book}}:  Обслуговування CS1: Сторінки з параметром url-status, але без параметра archive-url (посилання) (англ.)
15. ↑  iarchive:greatstinkparisn00barn/page/n163
16. ↑  Auzias, Dominique (03 березня 2010). Petit Futé Paris, Ile de France. Nouvelles Editions de l'Université. Процитовано 14 жовтня 2023.{{cite book}}:  Обслуговування CS1: Сторінки з параметром url-status, але без параметра archive-url (посилання) (фр.)
17. ↑  https://web.archive.org/web/20120720070120/http://www.ethnologue.com/show_country.asp?name=France
18. ↑  iarchive:referenceguideto00bard/page/166
19. ↑  http://www.noravank.am/arm/issues/detail.php?ELEMENT_ID=6533
20. ↑  http://lraber.asj-oa.am/3291/
21. ↑  https://www.france24.com/en/20120123-french-senate-passes-bill-outlawing-genocide-denial-armenia-turkey
22. ↑  http://www.france24.com/en/20120228-france-turkey-genocide-armenia-sarkozy-freedom-expression
23. ↑  The Armenian Genocide: Cultural and Ethical Legacies. Transaction Publishers. 31 грудня 2011. Процитовано 14 жовтня 2023.{{cite book}}:  Обслуговування CS1: Сторінки з параметром url-status, але без параметра archive-url (посилання) (англ.)
24. ↑  https://www.lexpress.fr/informations/armeniens-de-france-la-memoire-intacte_593490.html